# Dejan Čelik
Dejan »Frai Toni« Čelik, slovenski harmonikar, * 29. november 1977, Kamnik.
V letih 2004–2009 je bil član skupine Atomik Harmonik.